# Symfonie nr. 2 (Gillis)
Don Gillis zijn tweede symfonie "A Symphony of Hope" in de zomer van 1941, opgedragen aan zijn muziekleraar Roy T. Will.

## Compositie
Tijdens het componeren van deze symfonie was het wel duidelijk dat de Verenigde Staten vroeg of laat definitief betrokken zou worden als strijdende partij in de Tweede Wereldoorlog. Het werk is daarom een stuk somberder dan zijn voorganger eerste symfonie. Maar ook deze symfonie is ongetwijfeld nationalistisch van karakter, waarmee Gillis de idealen van de Verenigde Staten wilde benadrukken. De première vond plaats onder leiding van de componist zelf met het Works Project Symphony Orchestra, in Dallas op 10 mei 1942, Amerika was toen inderdaad een strijdende partij geworden na het bombardement op Pearl Harbor in december 1941.

## Delen
1. Slowly: brightly; in dit deel wordt weergegeven de ongebreidelde energie in de industriële sector, maar ook de wijde vergezichten op prairies;
2. Quite slowly; moderately fast; hierin wordt het geloof in een betere toekomst uitgesproken en het geloof in Amerika zelf;
3. Quite fast- in a gay manner; in het begin worden de gruwelijkheden van de oorlog uitgebeeld, maar langzaam verandert dit in een optimistischer kijk en het geloof dat Amerika met hulp van God een einde kan maken aan de gruwelijkheden.[1]

De symfonie duurt ongeveer 32 minuten.

## Media
1. ↑  Symfonie nr. 2 "A Symphony of Hope", deel 3: "Finale: Quite fast- in a gay manner" door Sinfonia Varsovia o.l.v. Ian Hobson